# بروس توماس
بروس توماس (بالإنجليزية: Bruce Thomas)‏ (ولد في 17 مايو1961 ) هو ممثل اميركي معروف لتصوير شخصية باتمان في سلسلة من الإعلانات التجارية لخدمة نستار جنرال موتورز التي بثت من 2000 حتى 2002 ثوماس أيضا ظهر في عدة مسلسلات ككايل إكس واي وويدز وبونز, كذلك في فلم ليغالي بلوند.

## روابط خارجية
- بروس توماس على موقع IMDb (الإنجليزية)
- بروس توماس على موقع قاعدة بيانات الفيلم (الإنجليزية)